# Ndraso Hilisimaetano
Ndraso Hilisimaetano is een bestuurslaag in het regentschap Nias Selatan van de provincie Noord-Sumatra, Indonesië. Ndraso Hilisimaetano telt 582 inwoners (volkstelling 2010).